# Лаздениекс, Айвар Янович
Айвар Янович Лаздениекс (26 февраля 1954, Скрунда — 20 августа 2023) — советский гребец, серебряный призёр Олимпийских игр, бронзовый призёр чемпионата мира.
Умер 20 августа 2023 года в возрасте 69 лет.